# بويقة
البُوْيَّقَة أو أَفْعَى القِطَة أو أَفْعَى عَيْنُ القِطَة (الاسم العلمي: Boiga) هي جنس من الزواحف تتبع الفصيلة الأحناش من رتبة الحرشفيات. وهو جنس كبير من الثعابين المعتدلة السمية ذات أسنان خلفية الأخاديد opisthoglyphous لأن عقائفها السامة توجد في الناحية الخلفية من فمها. وهي موجودة بشكل أساسي في جميع أنحاء جنوب شرق آسيا والهند وأستراليا، ولكن بسبب طبيعتها الشديدة للغاية وقدرتها على التكيف قد انتشرت إلى العديد من الموائل المناسبة الأخرى في جميع أنحاء العالم.

## أنواع البويقة
هناك 34 نوعًا معروفًا في جنس البويقة, منها:
- بويقة أندامانية
- بويقة بدومية
- بويقة سوداء الرأس
- بويقة سيامية
- بويقة سيانية
- بويقة شاذة
- بويقة فلبينية
- بويقة مضلعة
- بويقة مغراء

## الوصف
أفاعي البويقة هي أفاعي طويلة الجسم مع رؤوس كبيرة وعينان كبيرتان. وتختلف الأنواع اختلافا كبيرا في نمط ولون الجلد. العديد من الأنواع لديها نطاقات ولكن بعضها مرقط وبعضها بلون واحد. والألوان هي عادة سوداء أو بنية أو خضراء مع تدرجات بيضاء أو صفراء. [بحاجة لمصدر]

## السلوك والتغذية
أفاعي البويقة هي أفاعي شجرية ليلية. تغتذي على فرائس من أنواع مختلفة من السحالي والثعابين الصغيرة والطيور كما أنها تتغذى على الثدييات الأخرى في البرية.

## السمية
وتختلف السسُمّية من النوع لآخر ولكن لا تُعتبر عمومًا خطراً على حياة البشر. بما أن السم لا يصيب البشر عادة فأفاعي البويقة تُعتبر حيوانات أليفة شهيرة.